# استرومسوند
استرومسوند (به سوئدی: Strömsund) یک منطقهٔ مسکونی در سوئد است که در بخش استرومسوند واقع شده‌است. استرومسوند ۳٫۶۳ کیلومتر مربع مساحت و ۳٬۵۸۹ نفر جمعیت دارد.